# 多胡村
多胡村（たごむら）は群馬県の南西部、多野郡に属していた村。

## 地理
- 河川：大沢川

## 歴史
- 1889年（明治22年）4月1日 - 町村制施行により、周辺6村（多胡村、高村、神保村、塩村、大沢村、東谷村）が合併し多胡郡多胡村が成立する。
- 1896年（明治29年）4月1日 - 郡統合（緑野郡、多胡郡、南甘楽郡の統合）により多野郡に属する。
- 1955年（昭和30年）1月15日 - 多野郡吉井町、入野村、甘楽郡岩平村と合併し多野郡吉井町となる。